# Ordem executiva (EUA)

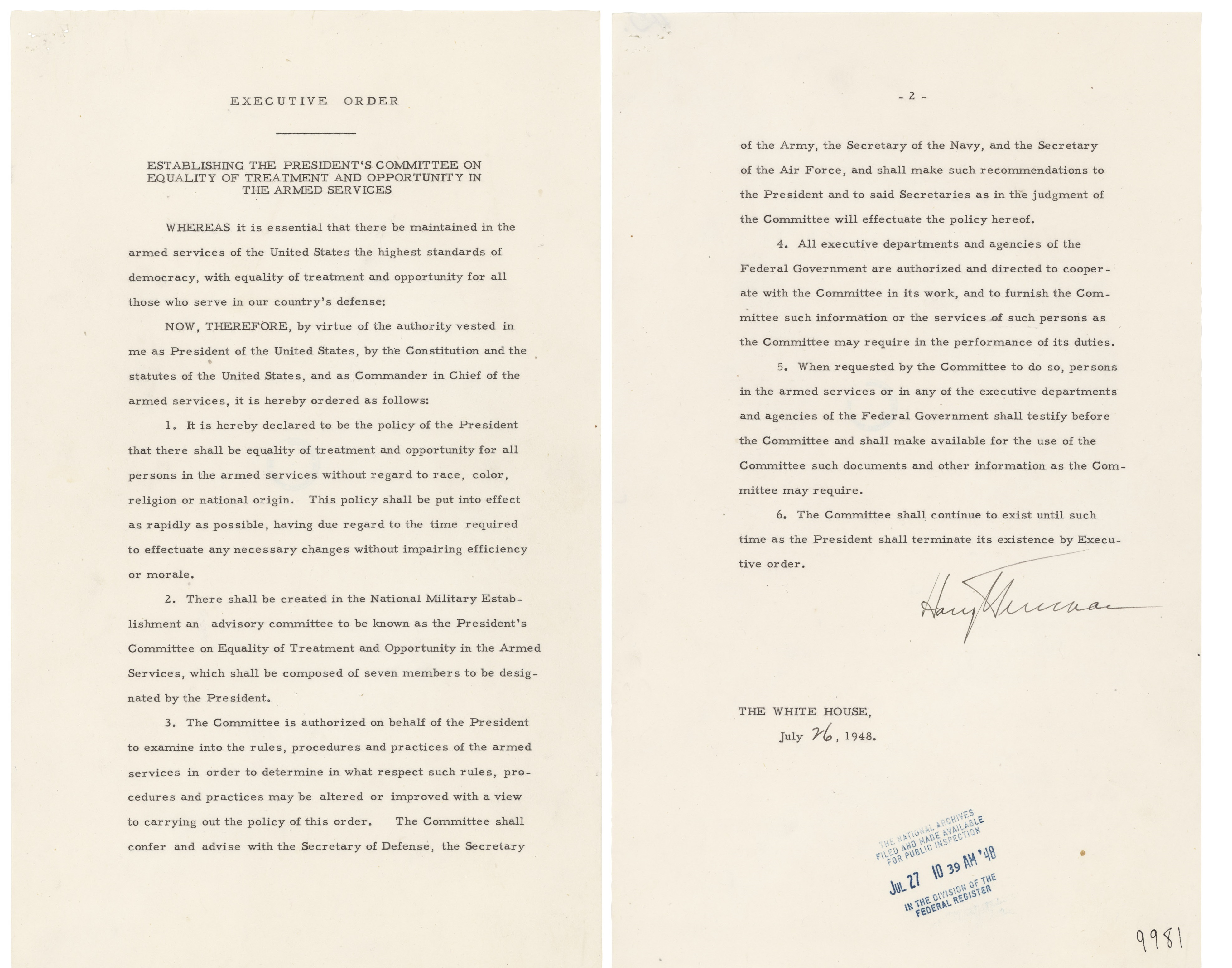
Exemplo de 1948

Nos Estados Unidos, uma ordem executiva é uma diretriz do presidente dos Estados Unidos que gerencia as operações do governo federal, é equivalente a um decreto em outros países. A base legal ou constitucional das ordens executivas tem múltiplas fontes. O Artigo Segundo da Constituição dos Estados Unidos dá aos presidentes ampla autoridade executiva e de execução para usar sua discricionariedade para determinar como fazer cumprir a lei ou gerenciar de outra forma os recursos e a equipe do Poder Executivo. A capacidade de fazer tais ordens também se baseia em atos expressos ou implícitos do Congresso que delegam ao presidente algum grau de poder discricionário (legislação delegada). A grande maioria das ordens executivas são propostas por agências federais antes de serem emitidas pelo presidente.
Como os estatutos legislativos e os regulamentos promulgados por agências governamentais, as ordens executivas estão sujeitas a revisão judicial e podem ser derrubadas se as ordens não tiverem apoio por lei ou pela Constituição. Algumas iniciativas políticas requerem aprovação do Poder Legislativo, mas as ordens executivas têm influência significativa sobre os assuntos internos do governo, decidindo como e em que grau a legislação será aplicada, lidando com emergências, travando guerras e, em geral, ajustando as escolhas políticas na implementação de estatutos amplos. Como chefe de Estado e chefe de governo dos Estados Unidos, bem como comandante-em-chefe das Forças Armadas dos Estados Unidos, apenas o presidente dos Estados Unidos pode emitir uma ordem executiva.
As ordens executivas presidenciais, uma vez emitidas, permanecem em vigor até que sejam canceladas, revogadas, julgadas ilegais ou expirem em seus termos. A qualquer momento, o presidente pode revogar, modificar ou fazer exceções a qualquer ordem executiva, seja a ordem feita pelo atual presidente ou por um antecessor. Normalmente, um novo presidente revisa ordens executivas em vigor nas primeiras semanas no cargo.

## Tabela de presidentes dos EUA usando ordens executivas
| Presidente                                 | Número de emissões | Num. da OE iniciando com |
| ------------------------------------------ | ------------------ | ------------------------ |
| George Washington                          | 8                  | —                        |
| John Adams                                 | 1                  | —                        |
| Thomas Jefferson                           | 4                  | —                        |
| James Madison                              | 1                  | —                        |
| James Monroe                               | 1                  | —                        |
| John Quincy Adams                          | 3                  | —                        |
| Andrew Jackson                             | 12                 | —                        |
| Martin Van Buren                           | 10                 | —                        |
| William Henry Harrison                     | 0                  | —                        |
| John Tyler                                 | 17                 | —                        |
| James K. Polk                              | 18                 | —                        |
| Zachary Taylor                             | 5                  | —                        |
| Millard Fillmore                           | 12                 | —                        |
| Franklin Pierce                            | 35                 | —                        |
| James Buchanan                             | 16                 | —                        |
| Abraham Lincoln                            | 48                 | 1                        |
| Andrew Johnson                             | 79                 | 3                        |
| Ulysses S. Grant                           | 217                | 8                        |
| Rutherford B. Hayes                        | 92                 | —                        |
| James A. Garfield                          | 6                  | —                        |
| Chester A. Arthur                          | 96                 | 21                       |
| Grover Cleveland (primeiro mandato)        | 113                | 24                       |
| Benjamin Harrison                          | 143                | 28                       |
| Grover Cleveland (segundo mandato)         | 140                | 30                       |
| William McKinley                           | 185                | 97                       |
| Theodore Roosevelt                         | 1,081              | 141                      |
| William Howard Taft                        | 724                | 1051                     |
| Woodrow Wilson                             | 1,803              | 1744                     |
| Warren G. Harding                          | 522                | 3416                     |
| Calvin Coolidge                            | 1,203              | 3886                     |
| Herbert Hoover                             | 968                | 5075                     |
| Franklin D. Roosevelt                      | 3,721              | 6071                     |
| Harry S. Truman                            | 907                | 9538                     |
| Dwight D. Eisenhower                       | 484                | 10432                    |
| John F. Kennedy                            | 214                | 10914                    |
| Lyndon B. Johnson                          | 325                | 11128                    |
| Richard Nixon                              | 346                | 11452                    |
| Gerald Ford                                | 169                | 11798                    |
| Jimmy Carter                               | 320                | 11967                    |
| Ronald Reagan                              | 381                | 12287                    |
| George H. W. Bush                          | 166                | 12668                    |
| Bill Clinton                               | 364                | 12834                    |
| George W. Bush                             | 291                | 13198                    |
| Barack Obama                               | 276                | 13489                    |
| Donald Trump (primeiro mandato)            | 220                | 13765                    |
| Joe Biden                                  | 162                | 13985                    |
| Donald Trump (segundo mandato, incumbente) | 46                 | 14147                    |